# Unicum

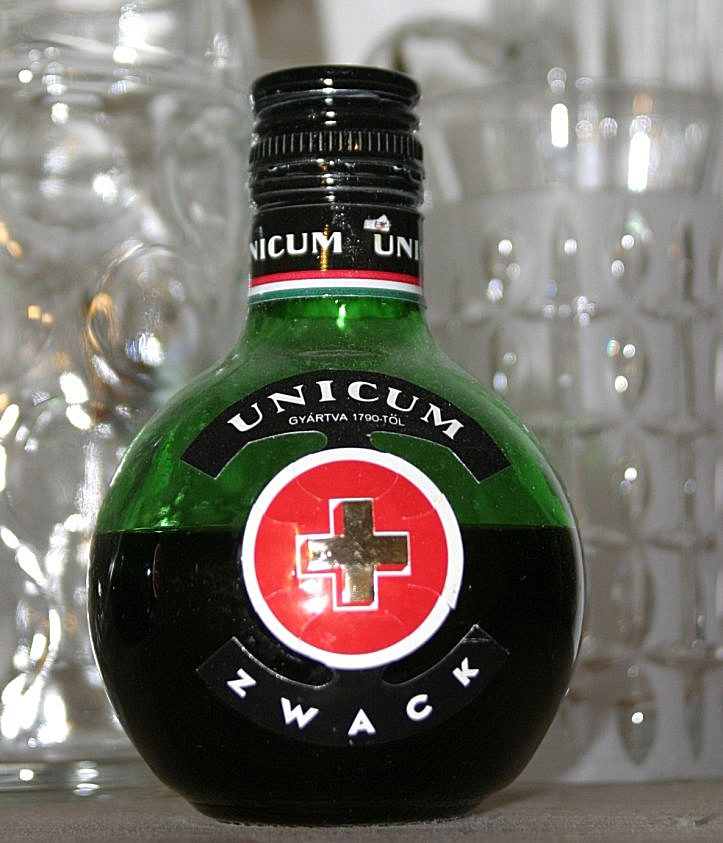
Garrafa de Unicum

Unicum é um licor muito amargo feito com ervas, bebido como digestivo e aperitivo, e produzido pela empresa Zwack, na Hungria. É a mais conhecida bebida alcoólica húngara depois do vinho Tokaji.
A sua fórmula é secreta, sabendo-se que contém mais de quarenta ervas diferentes, e que a bebida envelhece em pipas de carvalho. Durante o regime socialista na Hungria, a família Zwack esteve exilada em Nova Iorque e Chicago, e o licor Unicum foi produzido na Hungria com uma fórmula diferente. Com a queda do socialismo, Péter Zwack regressou ao país e retomou a produção do Unicum segundo a fórmula original. 